# Fons Seelen
Alphons Johannes Dimphna (Fons) Seelen (Rijen, 10 november 1934 – Zevenbergen, 16 februari 2002) was een Nederlands politicus van de KVP en later het CDA.
Eind 1958 is hij afgestudeerd in de rechten aan de Katholieke Universiteit Nijmegen en in 1959 ging hij werken bij de Algemene Rooms-Katholieke Ambtenarenvereniging (ARKA). In 1966 ging hij als ambtenaar werken bij de Raad van State. In november 1967 promoveerde hij aan dezelfde universiteit tot doctor in de rechtsgeleerdheid op het proefschrift 'De werkstaking van ambtenaren' en een half jaar later volgde zijn bevordering tot referendaris van staat bij de Raad van State. In mei 1969 werd Seelen burgemeester van Beek en Donk en in september 1981 volgde zijn benoeming tot burgemeester van Zevenbergen. Bij de gemeentelijke herindeling van 1 januari 1997 fuseerde Zevenbergen met vier andere gemeenten tot de nieuwe gemeente Zevenbergen (later hernoemd tot gemeente Moerdijk). Op die datum kwam zijn functie te vervallen. Begin 2002 overleed hij op 67-jarige leeftijd.